# Rodney Brooks

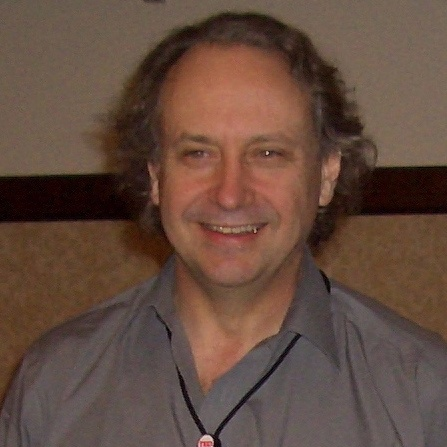
Rodney Brooks en 2005.

Rodney A. Brooks (30 de diciembre de 1954) fue, desde 2004 hasta 2007, director del MIT Computer Science and Artificial Intelligence Laboratory. Es un robotista australiano, miembro de la Academia Australiana de Ciencias, autor y empresario de robótica, más conocido por popularizar el enfoque accionista de la robótica. Fue profesor de robótica de Panasonic en el Instituto de Tecnología de Massachusetts y exdirector del Laboratorio de Ciencias de la Computación e Inteligencia Artificial del MIT. Es fundador y exdirector técnico de iRobot y cofundador, presidente y director técnico de Rethink Robotics (anteriormente Heartland Robotics). Fuera de la comunidad científica, Brooks también es conocido por su aparición en una película protagonizada por él y su trabajo, Fast, Cheap & Out of Control.